# Roger Seiter
Pour les articles homonymes, voir Seiter.
 (octobre 2018).
Roger Seiter, né le 3 mai 1955 à Strasbourg, est un scénariste de bande dessinée. Il est l'époux de la scénariste Isabelle Mercier.

## Biographie
Il suit une formation d'historien puis il devient conseiller d'éducation. Son premier album, en collaboration avec Johannes Roussel, Après un si long hiver, paraît en 1989 chez Objectif bulles.

## Œuvres
- 12 septembre

1. Le Califat de Stockholm, dessins de Simone Gabrielli, Glénat - Grafica, 2011

- L'Ami Fritz, dessins de Vincent Wagner, Éditions du Signe, 2012
- Après un si long hiver, dessins de Johannes Roussel, Objectif Bulles, 1989
- Le Cœur de sang, co-scénario d'Isabelle Mercier

1. Les Chevaliers-Guides, dessins de Vincent Bailly, Delcourt - Terres de Légendes, 1995
2. Le Bracelet d’Angrbode, dessins de Vincent Bailly, Delcourt - Terres de Légendes, 1997
3. Le Masque de Loki, dessins de Vincent Bailly, Delcourt - Terres de Légendes, 1999

- Les Colombes du Roi-Soleil

1. Les Comédiennes de Monsieur Racine, dessins de Mayalen Goust, Flammarion - Père Castor, 2011
2. Le Secret de Louise, dessins de Mayalen Goust, Flammarion - Père Castor, 2012

- Dark, co-scénario d'Isabelle Mercier (tome 2)

1. La Crypte écarlate, dessins de Maxime Thierry, Casterman - Ligne Rouge, 2007
2. L’Éveil du démon, dessins de Maxime Thierry, Casterman - Ligne Rouge, 2008

- Dies Irae, , co-scénario d'Isabelle Mercier

1. Maléfices, dessins de Maxime Thierry, Casterman - Ligne Rouge, 2003
2. Sacrifices, dessins de Maxime Thierry, Casterman - Ligne Rouge, 2004

- Envols

1. Envols, dessins et couleurs de Luisa Russo, Éditions du Long Bec- Biopik, 2013
2. Là où vont les rêves, dessins et couleurs de Luisa Russo, Éditions du Long Bec- Biopik, 2015

- Les Fantômes du passé

1. Le Condamné du Titanic, dessins de Luc Brahy, Atmosphères, 2012

- Fog

1. Le Tumulus, dessins de Cyril Bonin, Casterman - Ligne Rouge, 1999
2. Le Destin de Jane, dessins de Cyril Bonin, Casterman - Ligne Rouge, 2000
3. Le Mangeur d'âmes, dessins de Cyril Bonin, Casterman - Ligne Rouge, 2001
4. Les Sables du temps, dessins de Cyril Bonin, Casterman - Ligne Rouge, 2002
5. La Mémoire volée, dessins de Cyril Bonin, Casterman - Ligne Rouge, 2003
6. Remember, dessins de Cyril Bonin, Casterman - Ligne Rouge, 2004
7. Wintertime, dessins de Cyril Bonin, Casterman - Ligne Rouge, 2006
8. Au nom du fils, dessins de Cyril Bonin, Casterman - Ligne Rouge, 2007

- Les Grandes Batailles navales

6. Stamford Bridge, scénario avec Jean-Yves Delitte, dessin Gine, couleurs Antoine Quaresma, Glénat, 2018
- La Guerre des Rustauds, dessins de Christophe Carmona, La Nuée Bleue, 1990
- H.M.S. - His Majesty's Ship

1. Les Naufragés de la Miranda[3], dessins de Johannes Roussel, Casterman - Ligne d'horizon, 2005
2. Capturez la Danaë ![4], dessins de Johannes Roussel, Casterman - Ligne d'horizon, 2006
3. La Morsure du serpent, dessins de Johannes Roussel, Casterman - Ligne d'horizon, 2007
4. Le Mystère de la Perle, dessins de Johannes Roussel, Casterman - Ligne d'horizon, 2008
5. Les Pirates, dessins de Johannes Roussel, Casterman - Ligne d'horizon, 2010
6. Le Sang de Caroline, dessins de Johannes Roussel, Casterman - Ligne d'horizon, 2011

- La Hache du pouvoir

1. Le Prince guerrier, dessins de Frédéric Pillot, Delcourt - Terres de Légendes, 1997

- Haut-Koenigsbourg - Le siège de 1633, dessins de Christophe Carmona, La nuée bleue, 2000
- Histoires extraordinaires d'Edgar Poe

1. Le Scarabée d'or, dessins de Jean-Louis Thouard, Casterman - Ligne Rouge, 2008
2. Usher, dessins de Jean-Louis Thouard, Casterman - Ligne Rouge, 2009
3. La Mort rouge, dessins de Jean-Louis Thouard, Casterman - Ligne Rouge, 2010

- L'Île des oubliés[5],[6], dessins de Fred Vervisch, Philéas, 2021
- Lefranc

1. Cuba libre, dessins de Régric, Casterman, 2014
  - Album en version luxe (imprimé à 350 exemplaires) : Cuba Libre, 2022, éditions Caurette, 96 p.  (ISBN 9782382890370)
2. L'Homme-Oiseau, dessins de Régric, Casterman, 2016
3. La Stratégie du chaos, dessins de Régric, Casterman, 2018
4. La Rançon, dessins de Régric, Casterman, 2020
5. Le Scandale Arès, dessins de Régric, Casterman, 2022
6. Bombes H sur Almeria, dessins de Régric, Casterman, 2024

- Alix

1. Le bouclier d'Achille, dessins de Marc Jailloux, Casterman, 2023
2. Le royaume interdit, dessins de Marc Jailloux, Casterman, 2025

- La Messagère du nouveau monde, dessins de Christophe Carmona, La nuée bleue, 2002
- Mur païen - La guerre des Gaules dans les Vosges, dessins de Christophe Carmona, La nuée bleue, 2001
- Mysteries

1. Seule contre la loi - Première partie, dessins de Vincent Wagner, Casterman - Ligne Rouge, 2006
2. Seule contre la loi - Seconde partie, dessins de Vincent Wagner, Casterman - Ligne Rouge, 2007

- Le Policier qui rit, dessins de Martin Viot, Casterman - Rivages/Casterman/Noir, 2011
- La Sorcière de Bergheim[7], dessins de Vincent Wagner, BF Éditeur, 2004
- Special Branch

1. L’Agonie du Léviathan, dessins d'Hamo, Glénat - Grafica, 2011
2. La Course du Léviathan, dessins d'Hamo, Glénat - Grafica, 2012
3. La Mort du léviathan, dessins d'Hamo, Glénat - Grafica, 2012
4. Londres Rouge, dessins d'Hamo, Glénat - Grafica, 2014
5. Paris la noire , dessins d'Hamo, Glénat - Grafica, 2015

- Trajectoires

1. Deux Tours d'Horloge, dessins de Johannes Roussel, Glénat - Plein gaz, 2012
2. 24 Heures de trop, dessins de Johannes Roussel, Glénat - Plein gaz, 2013

- Un été en enfer - Camp de Natzweiler-Struthof 1942[8], dessins de Vincent Wagner, encart de Robert Steegmann, éditions du Signe, 2011
- Venise Hantée

1. L’Étrange mort de Lord Montbarry[9], éditions Emmanuel Proust, 2012
2. L'Intégrale (tome 1 plus une suite et fin), éditions Emmanuel Proust, 2016

- Wild river, éditions Emmanuel Proust, 2012

1. L'Intégrale (tomes 1 et 2), éditions EP Media, 2016
2. Le Raid, dessins de Vincent Wagner, Casterman - Ligne d'horizon, 2008
3. La Captive, dessins de Vincent Wagner, Casterman - Ligne d'horizon, 2009
4. La Bataille de Babel, dessins de Vincent Wagner, Cleopas, 2011

- Les Zurichois, dessins de Johannes Roussel et Claude Guth, La Nuée bleue, 1991